# Romano Rossini

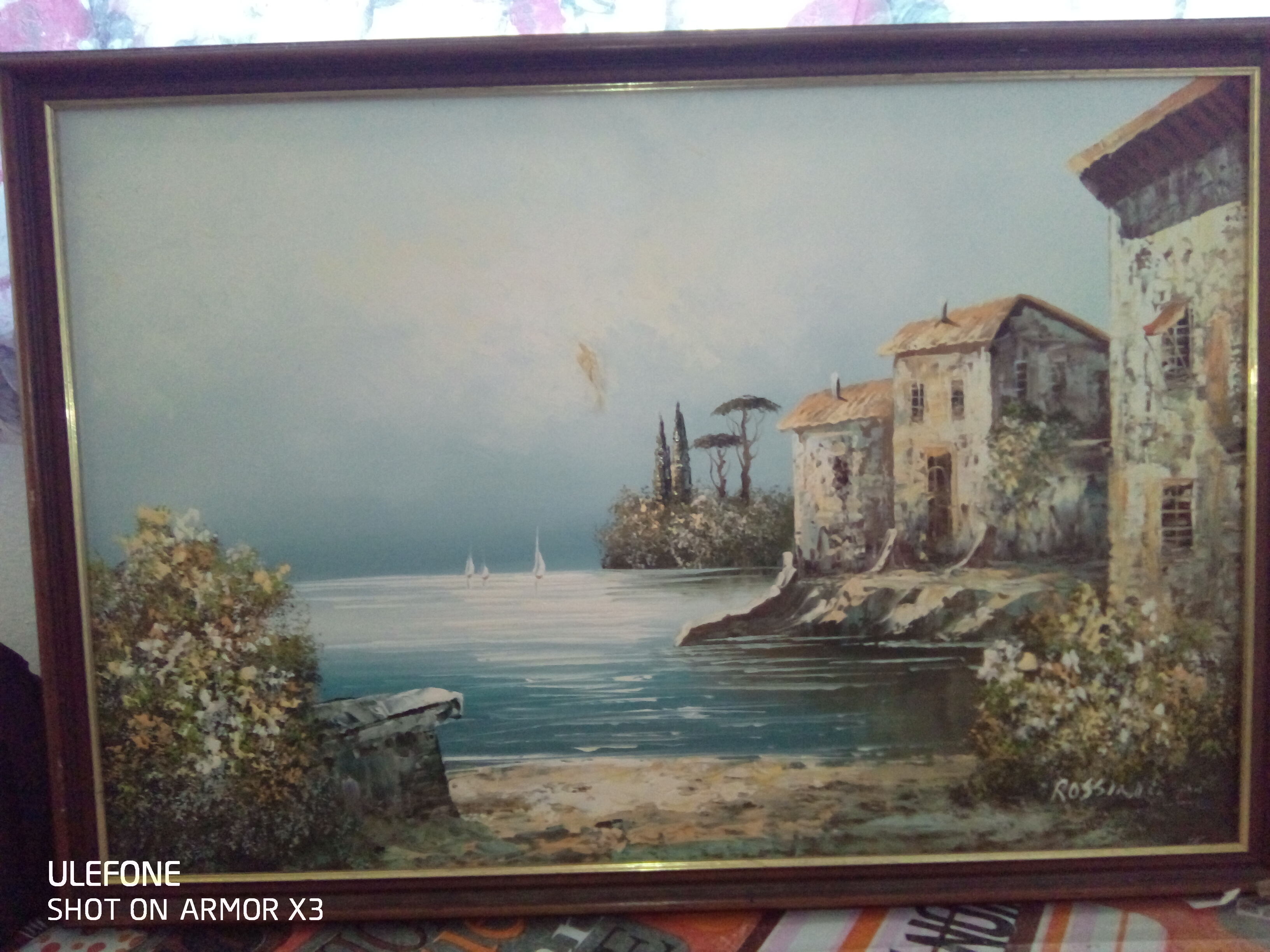
Rossini

Romano Rossini (Trieste 1886 - 1951) est un peintre italien du XXe siècle.

## Œuvres
- Preludio d'Inverno (Prélude à l'hiver), huile sur panneau de 50 cm × 60 cm,
- La Sacchetta Vista Dall'alto (La Sacchetta vue d'en haut), huile sur carton de 30 cm × 35 cm
- barche Di Pescatori (Barques de pêcheurs), huile sur toile de 29 cm × 46 cm,
- Il Porto di Trieste (Le Port de Trieste) (1935), huile sur toile de 67 cm × 70 cm,
- Fleurs fanées et Fruits, huile sur contreplaqué de 68 cm × 58 cm,
- L’orticello (Le Potager), huile sur contreplaqué de 50 cm × 60 cm,